# “青年大学习”行动
“青年大学习”行动是中国共产主义青年团中央委员会开展的一项以“引导共产主义青年团成员深入学习习近平新时代中国特色社会主义思想和中国共产党第十九次全国代表大会会议精神为目的”的行动，于2018年3月初开始在各个团支部内全面实施，构建了“导学、讲学、研学、比学、践学和督学六位一体的学习体系”。活动形式包括线下与线上，线下活动如开设宣讲活动，线上活动如开设“青年大学习”网上主题团课等。